# Chaetocanace longicauda
Chaetocanace longicauda är en tvåvingeart som beskrevs av Wayne N. Mathis 1996. Chaetocanace longicauda ingår i släktet Chaetocanace och familjen Canacidae.
Artens utbredningsområde är Northern Territory, Australien. Inga underarter finns listade i Catalogue of Life.